# Parawixia tarapoa
Parawixia tarapoa là một loài nhện trong họ Araneidae.
Loài này thuộc chi Parawixia. Parawixia tarapoa được Herbert Walter Levi miêu tả năm 1992.